# کیسانیه
کیسانیان (عربی: کیسانیة، آوانگاری: Kaysāniyya) فرقه‌ای شیعی از اسلام بودند که از پیروان مختار شکل گرفتند. آنها امامت را از محمد حنفیه و فرزندان او ردیابی کردند. نام کیسانیه به احتمال زیاد از نام کیسان ابوعمره، رئیس محافظین مختار و فرمانده لشکر او گرفته شده است.

## ریشه‌شناسی
پیروان مختار که از نهضت او پدید آمدند (از جمله تمام فرقه‌های فرعی بعدی که از نهضت او به وجود آمدند) که ابتدا امامت محمد حنفیه و فرزندان او یا هر جانشین منتخب دیگری را حفظ کردند، در ابتدا مختاریه نامگذاری شدند. اما به زودی بیشتر به عنوان «کیسانیه» (یعنی کیسانیان) شناخته شدند.
نام «کیسانیه» باید بر اساس کنیه «کیسان» باشد که ظاهراً توسط علی بن ابی‌طالب به مختار داده شده است، یا نام یک موالی آزاد شده از علی که در نبرد صفین به نام کیسان کشته شد، که گفته می‌شود مختار عقاید خود را از او کسب کرده است. به همین ترتیب، ممکن است به نام کیسان ابوعمره، موالی برجسته و رئیس محافظ شخصی مختار، نامگذاری شود. برخی دیگر ادعا می‌کنند که علی یا ابن حنیفه، مختار را به دلیل نبوغ او «کیسان» نامیده‌اند.

## عقاید و باورها
به علت در دسترس نبودن عقاید مستقیم کیسانیان، اعتقادات آنها مستند به گزارشهایی است که مخالفانشان اعم از امامیه یا اهل تسنن ارائه داده‌اند. به اعتقاد محمد ابوزهره، نظریات کیسانیان پر از آرای فلسفی است. آنان به بداء، تناسخ، این که هرچیزی دارای ظاهر و باطنی است، جمع شدن حکمت‌ها و اسرار عالم در انسان و علم امام علی به این اسرار و حکم، و… معتقدند. در صفحات ۴۵ تا ۵۱ جلد ۲ کتاب تاریخ فرق اسلامی، اعتقاد به مهدویت محمد حنفیه، قول به بداء، علم مستودع برای امام، حلول و تناسخ، دعوی نبوت و باطنی گرایی، از معتقدات کیسانیه ذکر شده است.
کیسانیان به عنوان یک فرقه جمعی دارای عقاید مشترک زیر بودند:
- آنها سه خلیفه اول قبل از امام علی بن ابی‌طالب را به عنوان غاصبان نامشروع محکوم کردند و همچنین معتقد بودند که جامعه با پذیرش حکومت آنها به بیراهه رفته است.[۹]
- آنان معتقد بودند که علی بن ابی‌طالب و سه پسرش حسن بن علی، حسین بن علی و محمد بن حنفیه امامان و جانشینان پیاپی محمد به دستور الهی بوده و دارای صفات ماوراء طبیعی هستند..[۹][۱۰][۱۱][۱۲]
- آنها معتقد بودند که محمد بن حنفیه، مهدی است.[۱۳]
- به بداء ایمان آوردند.[۱۴]
- مزدکیسم زیرمجموعه زرتشتی دوگانه بر باورهای کیسانی تأثیر گذاشت.[۱۵]

علاوه بر این، برخی از فرقه‌های فرعی کیسانی اعتقادات منحصر به فرد خود را ایجاد کردند، مانند:
- برخی معتقد بودند که محمد بن حنفیه در کوه رضوی نزدیک مدینه پنهان شده و شیرها و ببرها نگهبانی می‌دهند و بزهای کوهی از آن تغذیه می‌کنند[۱۶] و به عنوان مهدی بازمی‌گردد (رجعه، یعنی بازگشت به زندگی مهدی طرفداران او برای قصاص در برابر قیامت).[۱۷][۱۴]
- برخی از دارالتقیه (یعنی حوزه تقیه) به عنوان سرزمین‌هایی یاد می‌کنند که متعلق به خودشان نبوده است. قلمروهای خودشان را دارالعلنیه (یعنی حوزه تبلیغات) می‌نامیدند.[۱۸]
- برخی شروع به استفاده از ایده‌هایی با ماهیت کلی گنوسی کردند که در قرن هشتم در عراق رایج بود.[۱۹]
- برخی تبعید موقت محمد بن حنفیه به کوه ردوه و کتمان را به عذاب اشتباه او در سفر از مکه به دمشق برای بیعت و دیدار با خلیفه دروغین عبدالملک بن مروان تعبیر کردند.[۱۲][۲۰]

## شاخه‌های کیسانیه
کیسانیه با وجود اینکه دوام چندانی نداشت؛ اما فرقه‌های مختلفی در آن پدید آمد. برخی از منابع این گروه را شامل دوازده فرقه دانسته‌اند. وجه مشترک فرقه‌های کیسانی، اعتقاد به امامت محمد بن حنفیه و قول به جواز بداء است.
پس از مرگ محمد بن حنفیه، اکثریت کیسانیه، امامت ابوهاشم حنفیه، فرزندِ بزرگِ محمد حنفیه را پذیرفتند و هاشمیه لقب گرفتند.
به نوشتهٔ دفتری، ابوهاشم که اندکی جوانتر از پسرعمویش زین العابدین بود، طرفداران بیشتری نسبت به او داشت.ابوهاشم اندکی پس از درگذشت سجاد، در سال ۹۸ ه‍.ق (۷۱۷ م) در حمیمه فلسطین درگذشت. پس از او پیروان او به چندین فرقه تقسیم شدند.
پس از مرگ ابوهاشم، اکثریت هاشمیه به سمت محمد بن علی بن عبدالله، نوه عبدالله بن عباس، مایل شدند؛
چون اعتقاد داشتند ابوهاشم، که بدون فرزند از دنیا رفته، او را به جانشینی خودش انتخاب کرده است. او پدر دو خلیفه اول عباسی، سفاح و منصور بود و از این رو نیای خلفای عباسی می‌باشد.
گروهی از کیسانیه که کریبیه نام داشتند. برخی افکار مهدوی را دربارهٔ او شایع کردند مبنی بر آنکه محمد حنفیه نمرده است بلکه در کوه رضوی غیبت گزیده است و در زمان مناسب ظهور خواهد کرد تا جهان را پر از عدل و داد کند. در منابع شیعی از کریبیه به عنوان گروه دیگری یاد می‌شود که معتقدند کسی نمی‌داند محمد حنفیه کجا غیبت گزیده و اینکه علی بن ابیطالب، او را مهدی نامیده است. شاخص همه این گروه‌ها عشق به علی و خاندان علی و نفرت از نظام حاکم بود.